# Glappa z Bernicji

Anglosaskie i celtyckie królestwa w Anglii i Walii ok. 600 roku

Glappa z Bernicji (Clappa; data urodzenia nieznana; zm. 560) - drugi znany z imienia władca anglosaskiej Bernicji.
Glappa był krewnym Idy, we wcześniejszych badaniach historycznych uważany był wręcz za jego syna. Objął tron po śmierci Idy w 559 roku i panował do swej śmierci w 560. 
Nie ma żadnych danych o jego życiu i panowaniu. Jedno z nielicznych zachowanych źródeł na jego temat pochodzi z roku 737 - jest to sporządzona przez anonimowego kronikarza lista władców Nortumbrii. Glappa jest tam wymieniony jako król Bernicji, który panował przez rok od śmierci Idy do objęcia władzy przez Addę.